# Mantorp Park
Il Mantorp Park è un autodromo vicino alla città di Mantorp nella municipalità di Mjölby, in Svezia.
È stato costruito nel 1969 grazie ad un finanziamento della BP Svezia. Ha 4 allestimenti ma oggi solo il più corto (1,950 km/1,212 miglia) e il più lungo (3,125 km/1,942 miglia) sono utilizzati.

## Competizioni
Tra il 1971 e il 1973 e tra il 1981 e il 1982 l'autodromo ha ospitato il campionato europeo di Formula 2.
Oggi esso ospita gare monomarca, sfide tra dragster, prove di guida e fa parte del campionato di Formula 3 svedese e del campionato Touring Car svedese.
Si tratta anche della prima pista per dragster europea omologata secondo lo standard della NHRA, con una lunghezza di 301,8 m